# پترسدورف (تورینگن)
پترسدورف (به آلمانی: Petersdorf) یک منطقهٔ مسکونی در آلمان است که در نوردهاوزن واقع شده‌است. پترسدورف ۳۴۵ نفر جمعیت دارد.